# 宮原雄一
宮原 雄一（みやはら ゆういち、1975年1月18日 -  ）は、日本の実業家。五洋インテックス代表取締役社長を務めた。

## 来歴
2004年に光通信に入社。2009年にアクトソリューションパートナーズ(光通信、EPARK、アクト中食との合弁会社)の専務取締役となる。
2015年にOMGホールディングスの取締役営業本部長、2017年にクリークアンドリバー社の事業企画室シニアプロデューサー、2018年5月にサンブリッジの事業本部長となる
2018年11月に五洋インテックスの大株主から取締役の入換を求める臨時株主総会の請求がなされた際、新任の取締役候補として名を挙げられる。
2019年4月28日の臨時株主総会にて、代表取締役社長に選任される。
2020年2月13日付で業績不振及び不祥事（決算訂正）の責任を明確にするため代表取締役社長を辞任。同年6月30日の定時株主総会にて取締役も辞任した。